# Airbus A340
L'Airbus A340 és un avió quadrireactor de fuselatge ample i mitjà-llarg abast fabricat per Airbus. Les diferents versions de l'A340 tenen un abast d'entre 12.400 i 16.700 km (6.700 a 9.000 mn) i poden transportar fins a 379 passatgers en una configuració de tres classes.
Els orígens de l'A340 es remunten a mitjan dècada del 1970, quan fou concebut com un disseny derivat de l'A300, el primer avió de passatgers d'Airbus. L'A340 fou desenvolupat en paral·lel amb l'A330, un bireactor amb el qual comparteix molts components estructurals malgrat tenir un nombre de motors diferent. Tots dos incorporen tecnologia de control per senyals elèctrics, que Airbus havia utilitzat per primera vegada en l'A320, així com la cabina de vidre amb sis pantalles del mateix A320. Havent rebut comandes de diversos clients, Airbus llançà l'A330 i l'A340 el juny del 1987.
Airbus ha fabricat l'A340 en quatre variants amb fuselatges de diferents longituds. La versió original, l'A340-300, va entrar en servei el 1993 i mesurava 59,39 m. Després va venir una versió escurçada −200. Posteriorment, es van desenvolupar l'allargat A340-600 (15,91 m més que la −200) i una versió especialitzada per a rutes de llarg abast l'A340-500. Aquesta versió també tenia un fuselatge més curt i va ser l'avió de passatgers comercial de més llarg abast fins a l'arribada del Boeing 777. Les versions inicials compartien el fuselatge i l'ala de l'Airbus A330 mentre que les versions −500/-600 incorporen unes ales de majors dimensions. Fou dissenyat per ser l'avió de més llarg abast (en aquell moment) d'Airbus i, gràcies a la seva configuració quadrimotora, no està subjecte a les restriccions ETOPS.
Airbus va anunciar el 10 de novembre de 2011 que cancel·lava la producció d'A340 a causa de la falta de noves comandes.

## Desenvolupament

### Context
| Model               | A300              | A310              | A320              | A330               | A340               |
| ------------------- | ----------------- | ----------------- | ----------------- | ------------------ | ------------------ |
| Codi(s) anterior(s) | –                 | B10               | SA2               | B9 (TA9)           | B11 (TA11)         |
| Primer vol          | 1972              | 1983              | 1988              | 1994               | 1993               |
| Fuselatge           | Ample             | Ample             | Estret            | Ample              | Ample              |
| Motors              | 2                 | 2                 | 2                 | 2                  | 4                  |
| Abast               | 4.050 mn 7.500 km | 4.350 mn 8.050 km | 3.300 mn 6.100 km | 6.350 mn 11.750 km | 7.300 mn 13.500 km |

El primer avió de passatgers d'Airbus, l'A300, fou concebut des del primer moment com a part d'una família diversa. Per això, a principis de la dècada del 1970 s'emprengueren els primers estudis d'avions derivats de l'A300. Abans de presentar l'A300, Airbus n'identificà nou variants diferents, conegudes amb denominacions que anaven des de B1 fins a B9. Una desena variant concebuda el 1973, l'A300B10, s'acabà convertint en l'Airbus A310, un avió de més abast. Seguidament, Airbus centrà els seus esforços en estudis de fuselatge estret (SA) que desembocaren en la família Airbus A320, els primers avions de passatgers amb control per senyals elèctrics. Mentre duia a terme aquests estudis, Airbus es tornà a orientar cap als avions de fuselatge ample i continuà treballant en els dos projectes alhora.
A mitjans de la dècada dels 1970, Airbus començà a desenvolupar l'A300B11, un derivat més gran de l'A300 amb 200 seients i quatre motors que acabaria convertint-se en l'A340. Al mateix temps se n'estava desenvolupant una versió amb dos motors, el B9, que acabaria convertint-se en l'A330. En un primer moment, el B11 estava pensat per prendre el lloc dels avions de fuselatge estret Boeing 707 i Douglas DC-8 aleshores en servei, però el seu disseny evolucionà amb l'objectiu de ser competitiu en el mercat per substituir els trireactors de fuselatge ample. El B9 i el B11 foren reanomenats «TA9» i «TA11» Per diferenciar-los de la sèrie d'avions de fuselatge estret. Se'n reduïren els costos de desenvolupament aprofitant el mateix fuselatge i les mateixes ales per a tots dos models, amb un estalvi previst de 500 milions de dòlars. Un altre factor eren les diferents prioritats en el si d'Airbus i, encara més important, entre els clients potencials. Les aerolínies nord-americanes preferien els bireactors, mentre que les asiàtiques apostaven pels quadrireactors i les europees tenien diferents punts de vista. Finalment, Airbus determinà que la majoria de clients potencials preferien els quadrireactors perquè estaven exempts de les limitacions d'abast aplicables als bireactors i perquè es podien traslladar amb un motor fora de servei. Així doncs, els plans de desenvolupament prioritzaren el quadrireactor TA11 per sobre del TA9.

### Fase de disseny
Les primeres especificacions del TA9 i el T11, que podien transportar fins a 410 passatgers en una configuració d'una sola classe, es feren públiques el 1982. Incloïen un gran espai de càrrega sota el pis que podia contenir cinc palets de càrrega o setze contenidors LD3 a la bodega de proa, quatre palets o catorze contenidors LD3 a la bodega de popa, el doble de capacitat del Lockheed L-1011 Tri Star o el DC-10, així com una llargada 8,46 m superior a la de l'A300. En arribar el juny del 1985, el TA9 i el T11 ja incorporaven altres millores, incloent-hi l'adopció de la coberta de vol, el sistema de control per senyals elèctrics i la palanca de control lateral de l'A320. Airbus havia desenvolupat una coberta de vol comuna per facilitar una transició ràpida entre models, fent que els pilots només haguessin de passar una setmana d'entrenament per canviar d'un model a l'altre, fet que estalvia diners als operadors. Els dos avions TA utilitzarien l'estabilitzador vertical, el timó i les seccions de fuselatge circular de l'A300-600, amb dues seccions de barril addicionals.
Airbus valorà breument la possibilitat d'utilitzar ales de curvatura variable, un concepte que implica canviar el perfil alar entre una fase del vol i la següent. British Aerospace (BAe), actualment part de BAE Systems, dugué a terme proves a Hatfield i Bristol. Segons els càlculs d'Airbus, aquest disseny oferia una millora del 2% en l'eficiència aerodinàmica de l'avió, però acabà sent rebutjat pel seu gran cost i la dificultat de desenvolupar-lo.

## Especificacions
| Model                                              | A340-200                                                | A340-300                                                | A340-500                                                | A340-600                                                |
| -------------------------------------------------- | ------------------------------------------------------- | ------------------------------------------------------- | ------------------------------------------------------- | ------------------------------------------------------- |
| Tripulació de la cabina                            | 2                                                       | 2                                                       | 2                                                       | 2                                                       |
| Capacitat de seients                               | 300 (2 classes, típic) 239 (3 classes, típic) 375 màxim | 335 (2 classes, típic) 295 (3 classes, típic) 375 màxim | 359 (2 classes, típic) 313 (3 classes, típic) 375 màxim | 419 (2 classes, típic) 380 (3 classes, típic) 440 màxim |
| Longitud total                                     | 59,39 m                                                 | 63,60 m                                                 | 67,90 m                                                 | 75,30 m                                                 |
| Envergadura                                        | 60,30 m                                                 | 60,30 m                                                 | 63,45 m                                                 | 63,45 m                                                 |
| Superfície de les ales                             | 361,6 m²                                                | 361,6 m²                                                | 439,2 m²                                                | 439,2 m²                                                |
| Angle de les ales                                  | 30 graus                                                | 30 graus                                                | 31,1 graus                                              | 31,1 graus                                              |
| Alçada total                                       | 16,70 m                                                 | 16,85 m                                                 | 17,10 m                                                 | 17,30 m                                                 |
| Amplada màxima de la cabina                        | 5,28 m                                                  | 5,28 m                                                  | 5,28 m                                                  | 5,28 m                                                  |
| Amplada del fuselatge                              | 5,64 m                                                  | 5,64 m                                                  | 5,64 m                                                  | 5,64 m                                                  |
| Capacitat de càrrega                               | 19,7 m³                                                 | 19,7 m³                                                 | 19,7 m³                                                 | 19,7 m³                                                 |
| Pes operatiu en buit, típic                        | 129000 kg                                               | 130200 kg                                               | 170900 kg                                               | 177800 kg                                               |
| Pes màxim d'enlairament                            | 275000 kg                                               | 276500 kg                                               | 372000 kg                                               | 368000 kg                                               |
| Velocitat de creuer                                | Mach 0,82 (871 km/h a 11.000 m)                         | Mach 0,82 (871 km/h a 11.000 m)                         | Mach 0,83 (881 km/h a 11.000 m)                         | Mach 0,83 (881 km/h a 11.000 m)                         |
| Velocitat màxima                                   | Mach 0,86 (913 km/h a 11.000 m)                         | Mach 0,86 (913 km/h a 11.000 m)                         | Mach 0,86 (913 km/h a 11.000 m)                         | Mach 0,86 (913 km/h a 11.000 m)                         |
| Abast màxim, carregat completament                 | 15000 km                                                | 13700 km                                                | 16060 km                                                | 14350 km                                                |
| Distància d'enlairament al pes màxim d'enlairament | 2990 m                                                  | 3000 m                                                  | 3050 m                                                  | 3100 m                                                  |
| Capacitat màxima de combustible                    | 155040 L                                                | 147850 L                                                | 214810 L                                                | 195880 L                                                |
| Sostre de servei                                   | 12527 m                                                 | 12527 m                                                 | 12527 m                                                 | 12527 m                                                 |
| Motors (×4)                                        | CFM56-5C                                                | CFM56-5C                                                | RR Trent 500                                            | RR Trent 500                                            |
| Potència (×4)                                      | 139-151 kN                                              | 139-151 kN                                              | 236-249 kN                                              | 249-267 kN                                              |

### Motors
| Model    | Data | Motors          |
| -------- | ---- | --------------- |
| A340-211 | 1993 | CFM 56-5C2      |
| A340-212 | 1994 | CFM 56-5C3      |
| A340-213 | 1994 | CFM 56-5C4      |
| A340-311 | 1993 | CFM 56-5C2      |
| A340-312 | 1994 | CFM 56-5C3      |
| A340-313 | 1997 | CFM 56-5C4      |
| A340-541 | 2003 | RR Trent 553-61 |
| A340-642 | 2002 | RR Trent 556-61 |